# Dachun (sockenhuvudort i Kina, Jiangxi Sheng, lat 29,12, long 114,25)
Dachun är en sockenhuvudort i Kina. Den ligger i provinsen Jiangxi, i den sydöstra delen av landet, omkring 170 kilometer väster om provinshuvudstaden Nanchang. Antalet invånare är 16 672. Befolkningen består av 8 315 kvinnor och 8 357 män. Barn under 15 år utgör 23,0 %, vuxna 15-64 år 69 %, och äldre över 65 år 7,0 %.
Runt Dachun är det ganska tätbefolkat, med 160 invånare per kvadratkilometer. Närmaste större samhälle är Zhajin, 12,2 km söder om Dachun. I omgivningarna runt Dachun växer huvudsakligen savannskog.
Genomsnittlig årsnederbörd är 2 181 millimeter. Den regnigaste månaden är maj, med i genomsnitt 349 mm nederbörd, och den torraste är januari, med 56 mm nederbörd.